# Retrat d'un home (Espalter)
Retrat d'un home és una pintura sobre tela feta per Joaquim Espalter i Rull el 1880 conservada a la Biblioteca Museu Víctor Balaguer, amb el número de registre 137 d'ençà que va ingressar el 16/06/1928, provinent la col·lecció privada de la família Manyosas.

## Composició
Retrat gairebé de cos sencer d'un home jove assegut en una cadira de braços, en escorç cap a la dreta i amb la cama dreta recolzada sobre el genoll esquerre, tot mirant l'espectador fixament. Té el cabell una mica llarg i llis, porta barba i bigoti separats. Vesteix camisa blanca, un llarg mocador negre a manera de corbata amb una agulla de cadeneta fixada a l'alçada del nus, armilla clara puntejada, pantalons clars i casaca negra. Recolza el seu braç esquerre sobre el braç esquerre de la cadira, mentre que la mà dreta -amb la qual subjecta un bastó-, es recolza sobre una taula de fusta quadrada i sense estovalles. En el fons fosc de la cambra on es troba se suggereixen cortinatges. Presenta una gran similitud a nivell de composició, d'indumentària, de dimensions de la tela, etc. amb la pintura amb núm. d'I.G. 123.